# Irène Frachon
Pour les articles homonymes, voir Irène Allier, Allier et Frachon.
Irène Frachon, née Irène Allier, est une pneumologue française, née le 26 mars 1963 à Boulogne-Billancourt (Hauts-de-Seine).
En poste au centre hospitalier universitaire de Brest, elle joue un rôle décisif dans l'affaire du Mediator (benfluorex), médicament utilisé comme coupe-faim, commercialisé en France par les laboratoires Servier de 1976 à 2009, et ayant provoqué la mort de nombreux patients, entre 1520 et 2100 décès, jusqu'à son retrait en 2009.

## Biographie

### Famille
Irène Allier est issue d’une famille protestante des Charentes et revendique l'influence d’Albert Schweitzer.
Ses parents sont ingénieurs. Son grand-père maternel, l’amiral Hubert Meyer, est chargé en 1944 de négocier la reddition du commandant allemand des poches de La Rochelle et de Rochefort. Son grand-père paternel est le banquier Jacques Allier, chargé en 1940 de sécuriser l'eau lourde dans le cadre de ses fonctions d'attaché au cabinet du ministre Raoul Dautry. Elle est l'arrière-petite-fille de Raoul Allier, doyen de la faculté de théologie protestante de Paris et dreyfusard.
Irène Allier est mariée à Bruno Frachon, polytechnicien et ingénieur général de l'armement, spécialiste en hydrographie maritime : celui-ci a notamment été directeur général du service hydrographique et océanographique de la Marine de 2010 à 2019 et a été nommé, en août 2020, conseiller « industrie et relance » de la ministre de la Mer Annick Girardin. Ils sont parents de quatre enfants.

### Carrière
Elle obtient son diplôme de docteur en médecine en 1988. Elle se spécialise en pneumologie à l’hôpital Antoine-Béclère à Clamart où elle est interne en 1990, puis exerce à l’hôpital Foch de Suresnes. En 1996, son mari est muté en Bretagne et elle prend un poste au centre hospitalier universitaire de Brest. Elle y crée un centre spécialisé dans la prise en charge de l'hypertension artérielle pulmonaire (HTAP).

### Affaire du Mediator

Structure chimique du benfluorex, substance active du Médiator

En 2007, Irène Frachon constate un cas d'HTAP chez une patiente traitée par le benfluorex (principe actif du Mediator), un médicament commercialisé en France depuis 1976 par les laboratoires Servier comme un prétendu traitement du diabète et de l'hypertriglycéridémie. Précédemment alertée sur des problèmes similaires dus à une molécule de la même famille également commercialisée par les laboratoires Servier, la dexfenfluramine (de nom commercial « Isoméride »), interdite en 1997 pour toxicité cardio-pulmonaire, elle débute une enquête. Elle s'aperçoit que le benfluorex est une molécule coupe-faim dont les propriétés anorexigènes sont niées par les laboratoires Servier. Son métabolite principal, la norfenfluramine, est connu depuis au moins 2000 pour être toxique sur les valves cardiaques et les vaisseaux pulmonaires. Elle réalise plusieurs études scientifiques (études de cas et étude épidémiologique cas-témoins) qui confirment ses inquiétudes (cas d'HTAP et de valvulopathies chez des patients exposés au benfluorex). Ces études aboutissent au retrait du médicament en novembre 2009 par l'Agence nationale de sécurité du médicament et des produits de santé (ANSM). Le nombre de morts est estimé entre cinq cents et plusieurs milliers.
En juin 2010, Irène Frachon publie Mediator 150 mg : combien de morts ?, livre relatant tout son combat pour faire interdire le benfluorex. Le sous-titre Combien de morts ? fait l'objet d'un procès en référé à Brest, intenté par les laboratoires Servier, lesquels estiment cette mention « accusatoire grave, inexacte et dénigrante ». Le jugement, en faveur du laboratoire, est annulé en janvier 2011 par la cour d'appel de Rennes. Elle reçoit le 11 octobre 2011, le prix « Éthique », catégorie « lanceur d’alerte citoyen », lors des prix « Éthiques et Casseroles 2011 » de l’association Anticor.
En 2015, elle proteste publiquement contre la promotion au grade de commandeur de la Légion d'honneur de Henri Nallet, qui était conseiller spécial et personnel de Jacques Servier entre 1997 et 2008, à l'époque où l'attitude des laboratoires Servier a été la plus critiquable. La remise de sa distinction est, en conséquence, mise en suspens. Elle-même refuse la Légion d'honneur.
Le biopic La Fille de Brest en 2016 présente son rôle dans la mise en évidence de la responsabilité du Mediator dans la survenue de valvulopathies chez les utilisateurs du produit.
Le 21 mars 2021, l'ANSM est condamnée par le tribunal correctionnel de Paris pour blessures et homicides involontaires par négligence, jugement dont elle ne fait pas appel. Les laboratoires Servier sont reconnus coupables de tromperie aggravée et blessures et homicides involontaires mais relaxés du délit d'escroquerie et d'obtention indue d'autorisation de mise sur le marché. Ils sont condamnés à 2,7 millions d'euros d'amende. Irène Frachon déclare dans une interview au journal Le Monde que ce procès est « une occasion ratée » car « bien que la tromperie soit reconnue, le signal envoyé est anormalement faible » et dit espérer un appel du Parquet. Le parquet de Paris fait appel des relaxes prononcées et les laboratoires Servier font appel de leurs condamnations.
Le 20 décembre 2023, la Cour d'appel de Paris confirme la condamnation des laboratoires Servier pour tromperie aggravée et blessures et homicides involontaires. Elle les condamne également pour escroquerie et obtention frauduleuse d'autorisation de commercialisation, infirmant les relaxes prononcées en première instance. Les laboratoires Servier sont condamnés à une amende de 9,73 millions d'euros ainsi qu'au remboursement du montant de l'escroquerie estimé à plus de 415 millions d'euros. Ils sont également condamnés à payer environ 200 millions d'euros pour les victimes de tromperie parties civiles au procès. Irène Frachon salue « un jugement à la hauteur », « c'est-à-dire une analyse extrêmement rigoureuse, impressionnante techniquement, belle humainement et juridiquement ». Elle conclut : « on ne peut pas tromper, escroquer, mettre les gens en péril, dans le domaine de la santé ; c'est un message envoyé aux industriels de la santé [...] et c'est un message envoyé à l'opinion publique ; vous pouvez faire confiance à une société qui fonctionne, avec une justice qui est là pour vous protéger et protéger vos intérêts ».
Le 20 décembre 2023, Servier annonce sa décision de former un pourvoi en cassation.

### Pandémie de Covid-19
En juillet 2021, Irène Frachon appelle les individus hésitants, notamment ceux qui invoquent le scandale du Mediator pour justifier leur méfiance, à se faire vacciner contre la Covid-19.

## Publications
Ouvrages
- Mediator 150 mg : combien de morts ? (postface Rony Brauman), Brest, éd. Dialogues, coll. « Ouvertures », 3 juin 2010, 148 p., 21 cm (ISBN 978-2-918135-14-2).
- Mediator 150 mg : sous-titre censuré (postface Rony Brauman), Brest, éd. Dialogues, coll. « Ouvertures », 14 juin 2010, 148 p., 21 cm (ISBN 978-2-918135-17-3).
- Marc Dantan et Irène Frachon, Visages du Mediator, Paris, Prescrire, 2019, 208 p.
- Irène Frachon, Eric Giacometti et François Duprat (dessin), Médiator, un crime chimiquement pur, Delcourt, 2022, 200 p. (ISBN 9782413039396).

Articles
- « Mediator, Passer le relais », in Esprit, avril 2019, [lire en ligne]